# Фаленопсис Манна
Фаленопсис Манна  (лат. Phalaenopsis mannii Rchb.f. 1871) — эпифитное трявянистое растение семейства Орхидные, или Ятрышниковые (Orchidaceae).
Вид не имеет устоявшегося русского названия. В русскоязычных источниках обычно используется научное название Phalaenopsis mannii. 
 Английское название — Mann’s Phalaenopsis.

## Синонимы
- Phalaenopsis boxalli Rchb.f. 1883
- Polychilos mannii (Rchb. f.) Shim 1982

## Естественныевариации
- Phalaenopsis mannii forma flava (лепестки жёлтого цвета, губа жёлтая с белым).

## Биологическое описание
Моноподиальный эпифит средних размеров. 
 Стебель укороченный, скрыт основаниями 4-5 листьев. Корни толстые, длинные, гладкие. 

Листья суккулентные, светло-зелёные с коричневатыми пятнами наиболее заметными у основания, узкие и плотные, длиной 20-35 см, шириной 4-7 см.
 Цветонос кистеобразный или метельчатый, многоцветковый. Хорошо развитые растения ежегодно образуют до 5 цветоносов. Общая продолжительность цветения до 2-3 месяцев.

Цветки в диаметре около 4 см, со слабым ароматом, восковой текстуры, звёздчатой формы, лепестки жёлтые или бело-жёлтые, испещрённые коричневыми пятнами различной формы. Губа белая с пурпурно-сиреневым, колонка жёлтая. Цветки держатся 15-25 дней.

## Ареал, экологические особенности
Восточная часть индийских Гималаев, Ассам, Непал, Бутан, Сикким, Мьянма, юг Китая и Вьетнам (Cao Bang, Ha Giang, Son La, Thanh Hoa). 
 На стволах и ветвях деревьев во влажных вечнозелёных тропических лесах на высотах от 350 до 1500 метров над уровнем моря. Предпочитает влажные местообитания в поймах ручьёв и рек. Цветёт преимущественно весной. 

На большей части ареала вида зима характеризуется более низкими температурами и минимальным количеством осадков. 

В природе редок. Относится к числу охраняемых видов (второе приложение CITES).

## История описания

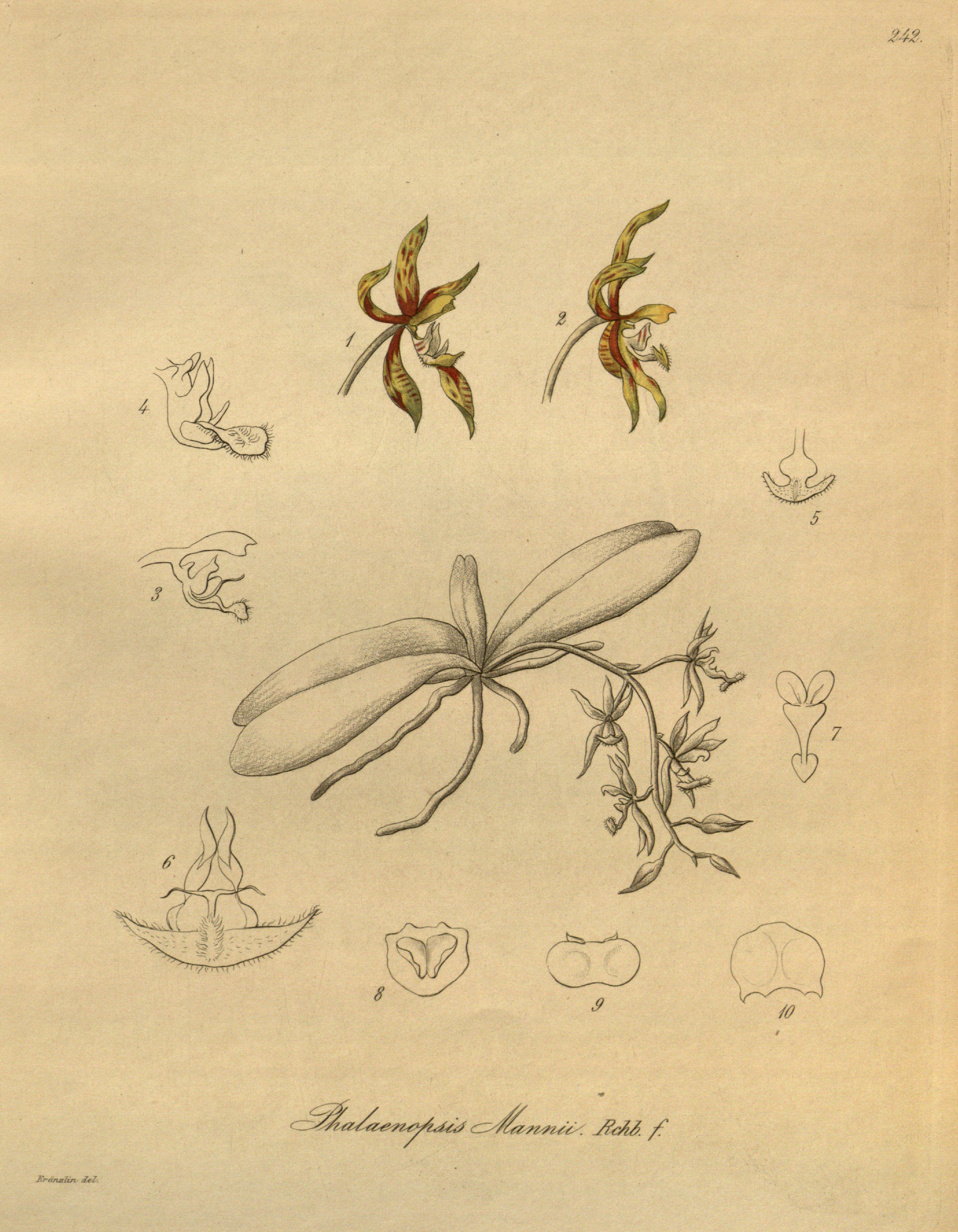
Phalaenopsis mannii (Rchb.f 1871). Ботаническая иллюстрация из книги «Xenia Orchidacea» 1900 г.

Первооткрывателем растения является немецкий коллекционер орхидей Густав Манн, работавший в лесном департаменте администрации Индии. Растение найдено в мае 1868 года. 

По гербарным образцам в 1871 году новый вид описал профессор Генрих Райхенбах. Название растению дано в честь первооткрывателя. 

Позже этот вид был обнаружен в Бирме в районе Бохалл и описан как Phalaenopsis boxallii. В настоящее время Ph. boxallii считается синонимом Phalaenopsis mannii.

## В культуре

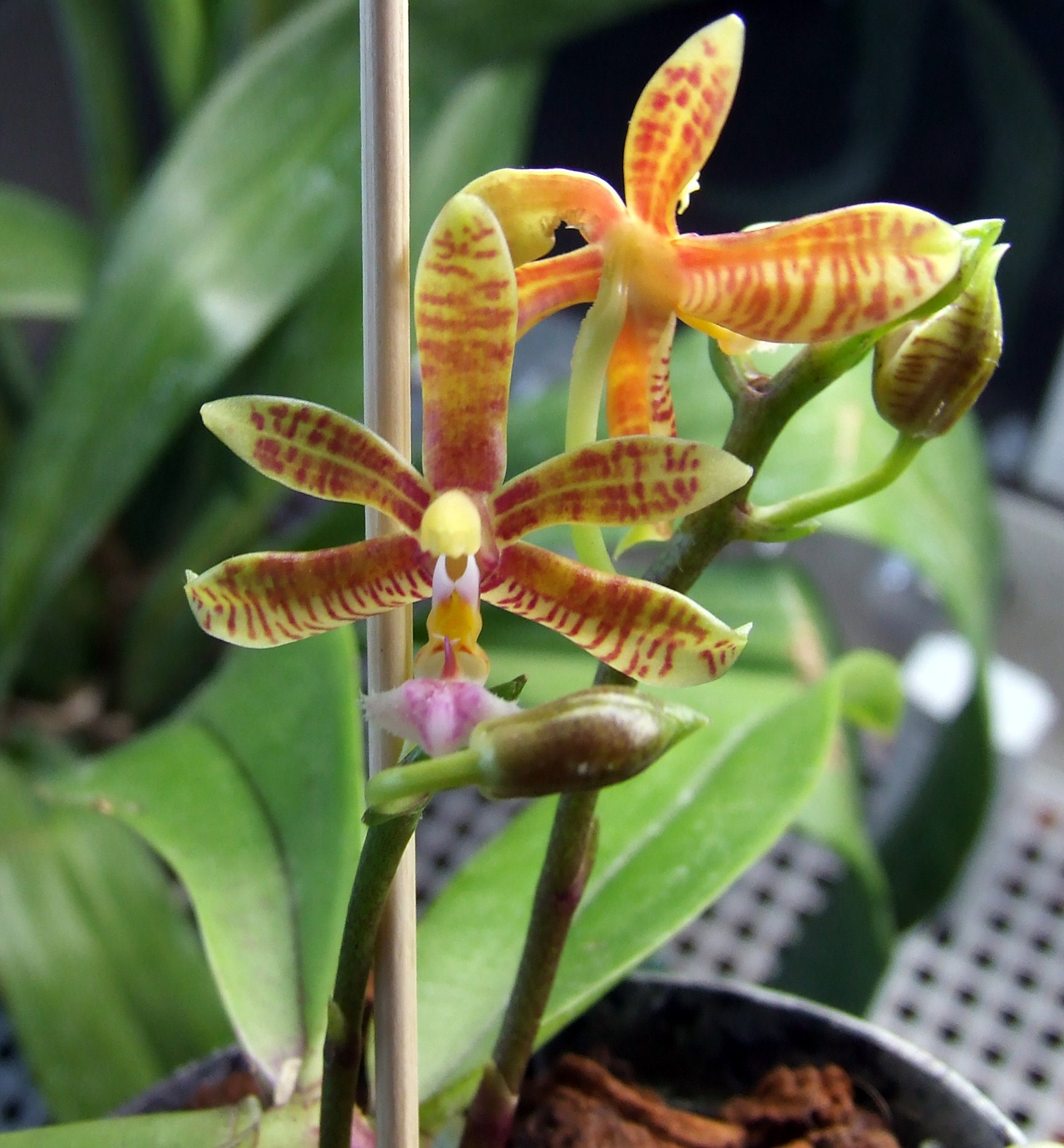

В культуре считается не сложным. Температурная группа — от холодной до тёплой. В некоторых частях ареала, в частности в Гималаях дневные температуры летом от 25 до 30 °C, зимой от 17 до 25 °C. Ночные температуры летом 18-23 °C, зимой 7-15 °C. В других частях ареала климат заметно мягче. Это говорит о значительной толерантности вида к температурным условиям. 
 Для нормального цветения обязателен перепад температур день/ночь в 5-10 °C.
Требования к свету: 800—1000 FC, 8608—10760 lx.
Выраженного периода покоя не имеет. Зимой полив и температуру немного сокращают, что способствует более обильному весеннему цветению.
Общая информация о агротехнике в статье Фаленопсис.
Вид используется в гибридизации.

## Первичныегибриды(грексы)
- Aurelien — mannii х maculata (Luc Vincent) 1993
- Arnes Ulfers — mannii х lobbii (Johannes Werner) 2003
- Bronze Maiden — schilleriana х mannii (Mrs Lester McCoy) 1964
- Essence Zusan — mannii х lindenii (Shih-Fong Chen) 1996
- Hargianto — mannii х sumatrana (Atmo Kolopaking) 1986
- Hymen — lueddemanniana х mannii (Veitch) 1900
- Isabelle Dream — mannii х wilsonii (Luc Vincent) 1999
- Jazz Man — mannii х javanica (Jones & Scully) 1982
- Linda Cheok — mannii х equestris (Cheok Jiak Kim (Mrs Lester McCoy)) 1964
- Little Green — mannii х gibbosa (Luc Vincent) 2003
- Malacea — violacea х mannii (Fredk. L. Thornton) 1970
- Mambo — amboinensis х mannii (Fredk. L. Thornton) 1965
- Man Force — mannii х floresensis (Hou Tse Liu) 2002
- Manbriata — mannii х fimbriata (Fredk. L. Thornton) 1968
- Mancervi — mannii х cornu-cervi (Fredk. L. Thornton) 1967
- Mannicata — mannii х fuscata (L. B. Kuhn) 1966
- Manniphil — mannii х philippinensis (Luc Vincent) 2002
- Mannosa — mannii х venosa (Paphanatics UnLtd (Stewart Orchids)) 1991
- Margie Lane — mannii х micholitzii (Fredk. L. Thornton) 1970
- Merryman — mariae х mannii (Dr Henry M Wallbrunn) 1985
- Parma — mannii х parishii (Bertil Norrsell) 1971
- Paul Vincent — mannii х inscriptiosinensis (Luc Vincent) 1999
- Rosie Clouse — gigantea х mannii (Fort Caroline Orchids Inc. (Dr Henry M Wallbrunn)) 1971
- Sandman — mannii х sanderiana (Fredk. L. Thornton) 1967
- Stuartiano-Mannii — mannii х stuartiana (Veitch) 1898
- Thor-Flame — amabilis х mannii (Fredk. L. Thornton (Mrs Lester McCoy)) 1963
- Без названия — mannii х chibae (Hou Tse Liu) 2008